# Henryk Wieniawski
Henryk Wieniawski, född 10 juli 1835 i Lublin, död 31 mars 1880 i Moskva, var en polsk violinist och tonsättare, bror till Józef Wieniawski. 

## Historia
Wieniawski fick sin utbildning vid Pariskonservatoriet. Han fick 1846 första pris i Massarts violinklass. Från 1850 reste han ständigt på turnéer i Europa och Amerika, men hans lidelsefulla intresse för hasardspel ruinerade honom senare fullständigt. Fattig och nedbruten fann han till sist en fristad hos Nadezjda von Meck (Tjajkovskijs mecenat) i Moskva. Wieniawski komponerade uteslutande verk för sitt instrument. Han räknas som en av de främsta violinisterna efter Paganini. Bland hans mest kända verk kan nämnas de två konserterna (d-moll och fiss-moll) för violin och orkester, Legend op. 17, Souvenir de Moscou, samt otaliga mindre verk såsom mazurkor, polonäser och sånger.

## Verkförteckning

### Med opustal
- Grand caprice fantastique sur un thème original, op. 1 (1847)
- Allegro de Sonate för violin och piano, op. 2 (1848)
- Souvenir de Posen, muzurka i d-moll, op. 3 (1854)
- Première polonaise de concert i D-dur för violin och piano, op. 4 (1852)
- Adagio élégiaque i A-dur, op. 5 (1852)
- Souvenir de Moscou för violin och piano, op. 6 (1852)
- Caprice-valse i E-dur för violin och piano, op. 7 (1852)
- Grand duo polonais för violin och piano, op. 8 (1852)
- Romance sans paroles et Rondo elegant för violin och piano, op. 9 (1852)
- L'école moderne för violin, op. 10 (1854)
- Le carnaval russe för violin och piano, op. 11 (1853)
- Deux mazourkas de salon, op. 12 (1850–53)
- Fantaisie pastorale, op. 13 (1853)
- Violinkonsert nr 1 i fiss-moll, op. 14 (1852)
- Thème original varié för violin och piano, op. 15 (1854)
- Scherzo-tarantelle i g-moll, op. 16 (1855)
- Légende för violin och piano, op. 17 (1859)
- Études-caprices för två violiner, op. 18 (1862)
- Deux mazourkas caractéristiques, op. 19 (1860)
- Fantaisie brillante sur 'Faust' för violin och orkester, op. 20 (1865)
- Polonaise brillante i A-dur, op. 21 (1870)
- Violinkonsert nr 2 i d-moll, op. 22 (1870?)
- Gigue i e-moll för violin och piano, op. 23
- Fantaisie orientale i a-moll, op 24 (1862?)

### Utan opustal (urval)
- Violinkonsert i D-dur (1847)
- Violinkonsert i a-moll (1878)